# جوناثان ويليام جرينيت
الأمير البحري وليام جوناثان «جون» جرينيرت، الأسطول الأميركي (من مواليد 15 مايو 1953 م) هو أميرال البحرية الأمريكية الذي يشغل حاليا منصب رئيس العمليات البحرية. وشغل في السابق منصب نائب رئيس العمليات البحرية السادس والثلاثون من 13 أغسطس 2009 إلى 22 أغسطس 2011. وشغل أيضا منصب قائد قوات أسطول الولايات المتحدة من 29 سبتمبر 2007 إلى يوليو 29، 2009، ومنصب نائب رئيس العمليات البحرية لتحقيق التكامل بين القدرات والموارد من سبتمبر 2006 إلى سبتمبر 2007م وقائد اسطول الولايات المتحدة السابع من أغسطس 2004 وحتى سبتمبر 2006م. تولى مهام منصبه الحالي في 23 سبتمبر 2011م.